# اليوم العالمي لذوي الاحتياجات الخاصة

شعار منظمة التمكين التابعة للأمم المتحدة

علم الإعاقة يمثل حقوق الأشخاص ذوي الإعاقة.

اليوم العالمي للأشخاص ذوي الإعاقة United Nations' International Day of Persons with Disabilities يصادف يوم 3 ديسمبر من كل عام وهو يوم عالمي خصص من قبل الأمم المتحدة منذ عام 1992 لدعم ذوي الإعاقة. يهدف هذا اليوم إلى زيادة الفهم لقضايا الإعاقة ودعم التصاميم الصديقة للجميع من أجل ضمان حقوق الأشخاص ذوي الإعاقة. كما يدعو هذا اليوم إلى زيادة الوعي في إدخال أشخاص لديهم إعاقات في الحياة السياسية والاقتصادية والثقافية.

## الأهداف
- تمكين الأشخاص ذوي الإعاقة من تحقيق نمو مستقل.
- ضمان تمتع جميع الأشخاص ذوي الإعاقة بحقوقهم الكاملة دون تمييز.
- تعزيز ثقتهم بأنفسهم وقدراتهم من خلال مشاركاتهم في الأنشطة المختلفة.
- إشراكهم بشكل كامل في جميع جوانب الحياة والتنمية.
- تحديد وإزالة العقبات والحواجز التي تحول دون إمكاناتهم.[5]

### حقائق
- "يتعايش مع الإعاقة أكثر من مليار شخص.
- يعاني الأشخاص ذوو الإعاقة، في عدد من دول العالم النامية، حالةً صحيةً أقل، وإنجازات تعليمية أقل، ومشاركة اقتصادية أقل، ومعدلات فقر أعلى من الأشخاص غير المعاقين.
- يموت بعض الأشخاص ذوي الإعاقة في عمر أقل من عمر أولئك الذين لا يعانون من إعاقة، بنحو 20 عامًا.
- يعاني شخص واحد من كل ستة أشخاص في جميع أنحاء العالم، من إعاقة مؤثرة، ومن المتوقع أن يزداد هذا العدد."[6]

## استراتيجية الأمم المتحدة لإدماج منظور الإعاقة
دعا الأمين العام للأمم المتحدة إلى أن تكون الأمم المتحدة قدوة في دمج الأشخاص ذوي الإعاقة. وفي عام 2019، أطلقت الأمم المتحدة استراتيجية شاملة لتحقيق هذا الهدف، مؤكدة على أهمية حقوق جميع الأشخاص ذوي الإعاقة. وفي عام 2021، قدم الأمين العام تقريرًا حول التقدم المحرز، مع التركيز على تأثير جائحة كورونا على الأشخاص ذوي الإعاقة.

## مواضيع اليوم العالمي للأشخاص ذوي الإعاقة
تتنوع مواضيع هذا اليوم في كل عام حيث يتم التركيز في كل عام من الأعوام على موضوع معين لمساعدة ذوي الإعاقة وهي على الشكل التالي بدءاً من عام 1998.
| - 1998: الفنون والثقافة والحياة المستقلة - 1999: قابلية الوصول للجميع إلى الألفية الجديدة - 2000: جعل تكنولوجيا المعلومات صالحة من أجل الجميع - 2001: المساهمة الكاملة والمساواة: الدعوة إلى مبدأ جديد في التقدم وتقييم الناتج - 2002: العيش المستقل والحياة المستدامة - 2003: صوت نابع منَّا - 2004: لا شيء حولنا بدوننا - 2005: حقوق الأشخاص ذوي الإعاقة: أفعال قيد التطور - 2006: الوصولية الإلكترونية - 2007: عمل لائق للأشخاص ذوي الإعاقة - 2008: معاهدة حقوق الأشخاص ذوي الإعاقة: الكرامة والعدالة للجميع - 2009: تضمين المرامي الإنمائية للألفية : تحسين الاشخاص الأشخاص ذوي الإعاقة ومجتمعاتهم حول العالم - 2010: "الوفاء بالوعد: تعميم مراعاة منظور الإعاقة في الأهداف الإنمائية للألفية نحو عام 2015 وما بعده". | - 2011: "معا من أجل عالم أفضل للجميع: بما في ذلك الأشخاص ذوي الإعاقة في التنمية" - 2012: "إزالة الحواجز لخلق مجتمع شامل ومتاحة للجميع" . - 2013: "كسر الحواجز، الأبواب المفتوحة: لمجتمع شامل والتنمية للجميع". - 2014: "تنمية مستدامة: وعد التكنولوجيا" - 2015: "أهمية الإدماج: الوصول إلى الأشخاص بجميع قدراتهم وتمكينهم" - 2016: "تحقيق 17 هدفًا للمستقبل الذي نريده" - 2017: "التحول نحو مجتمع مستدام وقادر على الصمود للجميع" - 2018: "تمكين الأشخاص ذوي الإعاقة وضمان الشمول والمساواة" - 2019: "تعزيز مشاركة الأشخاص ذوي الإعاقة وقيادتهم: اتخاذ إجراءات بشأن خطة التنمية لعام 2030 " - 2020: "إعادة البناء على نحو أفضل: نحو عالم ما بعد كوفيد-19 شامل للأشخاص ذوي الإعاقة وسهل الوصول إليه ومستدام مرض فيروس كورونا 2019" - 2021: "قيادة ومشاركة الأشخاص ذوي الإعاقة نحو عالم شامل وسهل الوصول إليه ومستدام ما بعد كوفيد-19 " - 2022: "حلول تحويلية للتنمية الشاملة: دور الابتكار في تغذية عالم يسهل الوصول إليه ومنصف" - 2023: "متحدون في العمل لإنقاذ وأرشفة أهداف التنمية المستدامة للأشخاص ذوي الإعاقة ومعهم وبواسطتهم" |

## وصلات خارجية
- موقع منظمة «التمكين» التابعة للأمم المتحدة لحقوق وكرامة الأشخاص ذوي الإعاقة
- القرار رقم:47/3(اليوم العالمي لالأشخاص ذوي الإعاقة)
- الأمم المتحدة، قسم الشؤون الاجتماعية والاقتصادية، اليوم العالمي للأشخاص ذوي الإعاقة،3 ديسمبر
- مؤتمر الأمم المتحدة للأشخاص ذوي الإعاقة، يتضمن المقالة 21 عن الوصول إلى المعلومات والاتصالات